# 维尔纳·措恩

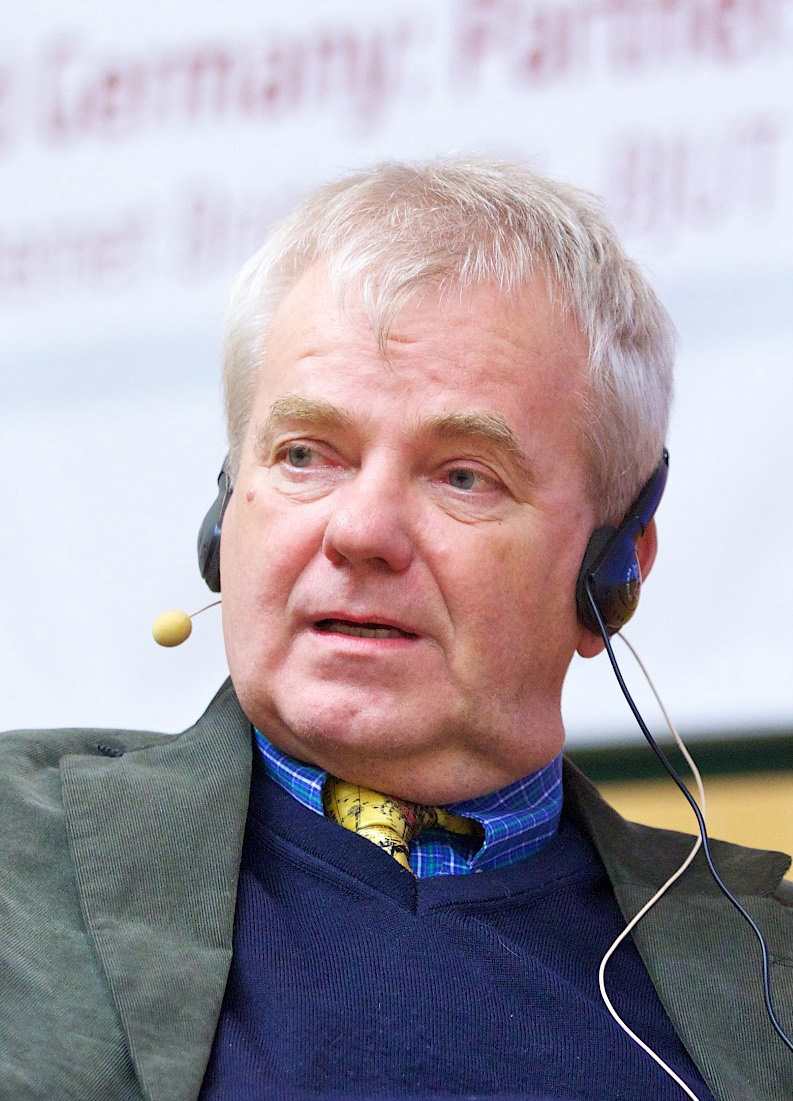
2012年

维尔纳·措恩（Werner Zorn，1942年9月24日—），出生于德国美因河畔法兰克福。2001年起受聘于位于波茨坦哈索·普拉特纳学院（Hasso-Plattner-Institut），通信系统方向的教授。

## 德国第一
- 1984年8月2日，维尔纳·措恩在卡尔斯鲁厄大学的计算机上，他作为德国第一人，成功的接收到一封来自美国的电子邮件。电子邮件的地址是zorn@germany。这样德国就成为世界上第四个与因特网相连通的国家。

## 中国第一
- 从中国发往世界的第一封电子邮件，也是出自维尔纳·措恩之手。1987年9月20日，措恩在北京科技大学的计算机键盘上用德文敲下了一句话。数秒钟以后，这句话就出现在卡尔斯鲁厄大学的计算机中心的一台大型计算机上面。

维尔纳·措恩就是第一个将因特网带到中国的外国人。
- 这句话就是著名的：

1.   - “越过长城我们能够到达世界的每一个角落。”（又译：“越过长城，走向世界”）
  - "Über die Grosse Mauer erreichen wir alle Ecken der Welt."
  - "Across the Great Wall we can reach every corner in the world."

## 链接
- 德国之声中文网：来自中国的第一封电子邮件 （页面存档备份，存于）
- 新华网：中国接入互联网的早期工作回顾 （页面存档备份，存于）